# Bernward Peumann
Bernward Peumann (* 1684; † 1747) war von 1713 bis 1746 Abt des Klosters Ringelheim in Ringelheim (heute ein Stadtteil von Salzgitter).

## Leben

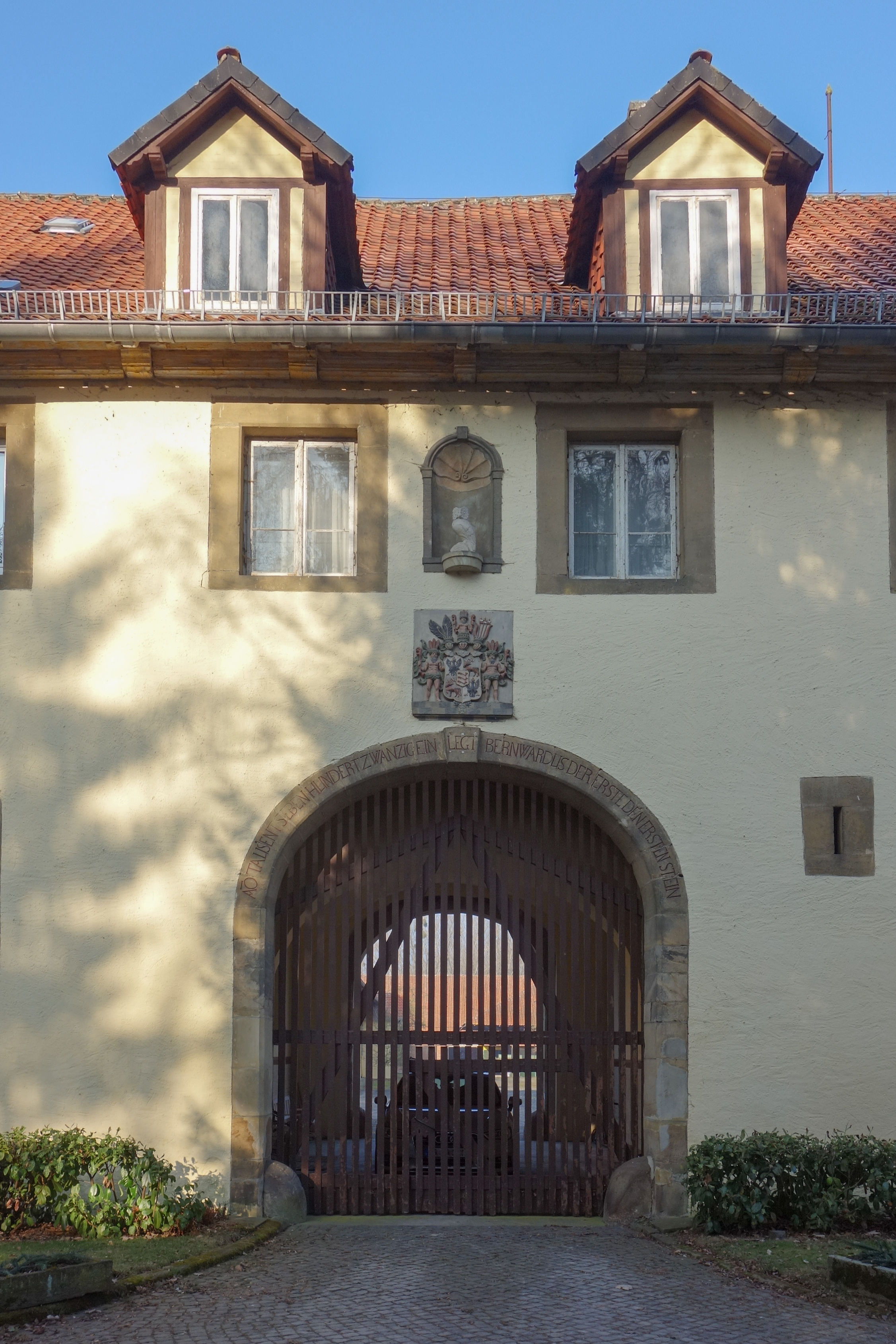
Gutshaus Söderhof mit Bauinschrift am Portalbogen

Bernward Peumann wurde 1684 geboren. Über seine frühen Jahre ist wenig überliefert. Er trat 1713 als Abt des seit 1643 wieder katholischen Benediktinerklosters Ringelheim die Nachfolge Franz Schlichtings († 1713) an, dessen Werk er fortsetzte. Er veranlasste umfassende Baumaßnahmen und trieb den Ausbau des Klosters, der Wirtschaftsgebäude sowie der Abtei- und Konventsbauten voran. Der Bau der eindrucksvollen barocken, heute noch zu sehenden Westfassade der Kirche wurde um 1730 fertiggestellt. Im Kircheninneren wurden Hochaltar, Kanzel und Orgelprospekt neu geschaffen. Es wurden drei neue Kirchenglocken und große silberne Altarleuchter erworben. Im Jahr 1738 wurde ein Pförtnerhaus und 1743 eine Sägemühle errichtet. Die große Scheune und der 1697 errichtete Pferdestall wurden erweitert. Im Jahr 1718 wurden die zweigeschossigen Flügel der Konventsgebäude fertiggestellt, die heute noch als Herrenhaus vorhanden sind.
Die Gebäude des zugehörigen Vorwerks Söderhof waren ebenso baufällig wie die der Klosteranlage, so dass die Wirtschaftsgebäude 1715 einstürzten. Unter Peumann wurde 1721 der Grundstein für das neue Gutshaus gelegt, drei Jahre später wurde die südliche Scheune errichtet. Die Inschrift am Herrenhaus „AO TAUSENTSIEBENHUNDERTZWANZIGEIN LEGT BERNWARDUS DER ERSTE DEN ERSTEN STEIN“ erinnert an den Bauherrn.
Ein besonderes Verdienst Peumanns ist die 1714 begonnene Anlage eines Kopialbuches der wichtigsten Ringelheimer Urkunden. Diese Zusammenstellung lieferte einen Überblick über die Vermögenswerte des Klosters und ermöglichte die Rückerlangung alter Rechte und Besitzungen, womit sich die wirtschaftliche Situation des Klosters verbesserte. Bernward Peumann starb 1747 im Alter von rund 63 Jahren. Ihm war bereits 1746 Franziskus Freihoff als Abt nachgefolgt.